# Johann Georg Unger
Johann Georg Unger (født 26. oktober 1715 ved Pirna, død 15. august 1788 i Berlin) var en tysk træskærer, far til Johann Friedrich Unger.
Unger var først bogtrykker, men dyrkede derefter i Berlin træskærerkunsten, blev en af forløberne for det moderne træsnit (suiten med 5 landskaber) og fremmede dettes teknik ved forskellige opfindelser.